# Mugihito
Makoto Terada (寺田 誠 Terada Makoto?,  Musashino, Tokio, 8 de agosto de 1944), mejor conocido bajo su nombre artístico de Mugihito (麦人?), es un seiyū y actor teatral japonés veterano. También ha sido acreditado como Mugihito Amachi (天地 麦人 Amachi Mugihito?) en numerosas ocasiones. Es hijo del actor kabuki Yoshizaburo Arashi V y hermano menor de la también seiyū, Michie Terada.
Ha participado en series de anime como Hōshin Engi, Neon Genesis Evangelion, Dr. Slump, Jujutsu Kaisen, MASHLE y Umineko no Naku Koro ni, entre otras. Además, trabajó en películas de animación como Nausicaä del Valle del Viento.

## Biografía
Terada nació el 8 de agosto de 1944 en la ciudad de Musashino, Tokio, como el hijo menor del actor kabuki Yoshizaburo Arashi V (1907-1977), especializado en interpretar roles femeninos. Tiene cuatro hermanos mayores, Yoshisaburo Arashi VI (1935-96), quien sucedió a su padre como actor kabuki; Setsuko, quien es cantante de sanson; Keishi (1940), un actor, y Michie (1942), quien también es seiyū. Su sobrino es Yoshizaburo Arashi VII, famoso por aparecer en dramas taiga (históricos). 
Inicialmente, Terada debutó como actor actuando en dramas de televisión y teatro. Sin embargo, desde la segunda mitad de la década de 1960 también comenzó a ejercer como seiyū, aunque en aquel entonces había muy pocos trabajos para dicha profesión; no sería hasta la década de 1980 que Terada comenzó a dedicarse casi por completo a la actuación de voz. Se dedicó, en su mayoría, a doblar trabajos extranjeros y a la narración.

## Filmografía

### Anime
1977
- Dokaben como Domon

1980
- Uchuu Senkan Yamato III como el General Dagon.

1981
- Dr. Slump Arale chan como Bibiruman, Big Fly y Bubibinman.
- Godmars como Guru.
- Hello! Sandybell como Flash Scapan.
- Urusei Yatsura como el Capitán de la nave de Lum y el padre de Shuutarō Mendō.

1982
- Cobra como el secuaz de Jigova.

1983
- Ai Shite Knight como Fujiki.
- Armored Trooper Votoms como Kanzellman.

1984
- Lupin III: Parte III como John.
- Super Dimensional Cavalry Southern Cross como Rolf Emerson.

1986
- Maison Ikkoku como el tío de Shun Mitaka.

1988
- City Hunter 2 como Akazaru.

1989
- Ranma ½ como El Presidente del Comité de Jusenkyo

1990
- Pigmalión como el Rey Stephan.

1993
- Irresponsable capitán Tylor como el Almirante Sesshu Mifune.

1994
- Mobile Fighter G Gundam como Kiral.

1995
- Neon Genesis Evangelion como Keel Lorentz.

1996
- Detective Conan como Tommy Oswald.
- Rurouni Kenshin como Shibata.

1997
- Shin-chan como Shijūrō Ohara.

1998
- Saber Marionette J to X como el Emperador de la máscara de hierro.
- Silent Möbius como Stephan L. Maverick.

1999
- Corrector Yui como el Profesor Mototsugu Inukai y Grosser.
- Hōshin Engi como Kishō/Ki Shō.

2000
- InuYasha como Kumo Gashira.
- Saiyuki como el Emperador Jade.

2001
- Babel II: Beyond Infinity como Yomi.
- Cyborg 009 The Cyborg Soldier como el Dr. Isaac Gilmore.
- Najica Blitz Tactics como Rasse Punto.
- The SoulTaker como Daigo Tokisaka.
- Vandread: The Second Stage como Zen.

2002
- Bomberman Jetters como Souto Bagular.
- Overman King Gainer como Manman Douton.
- Princess Tutu como Karon.
- Samurai Deeper Kyo como el Gran Maestro.
- Wagamama Fairy Mirmo de Pon! como Jidan.

2003
- Someday's Dreamers como Kazuo Takahashi.
- Zentrix como OmnicronPsy.

2004
- Kyō Kara Maō! como Maxine.
- Musumet como George.
- Ragnarok The Animation como Baphomet.
- Tetsujin 28-gō como Yamagishi.
- Tsukuyomi: Moon Phase como Ryūhei Midō.
- Yu-Gi-Oh! GX como Kagemaru.

2005
- Aa! Megami-sama como Koshian y Oshou.
- Basilisk: The Kouga Ninja Scrolls como Nankobo Tenkai y Kasumi Renbu.
- Elemental Gelade como Marl.
- Eureka Seven como Braya Mattingly.
- Honey and Clover como el Profesor Shouda.
- Pani Poni Dash! como Zula.

2006
- Amaenaideyo!! Katsu!! como Kougen.
- Binbō Shimai Monogatari como Genzō Hayashi.
- Black Blood Brothers como Zhang Lei Kao.
- Inukami! como Jasei.
- Negima!? como el Narrador.
- Shōnen Onmyōji como Abe no Seimei (viejo).
- Sōkō no Strain como Claiven.
- Sōten no Ken como Ramon Kasumi.
- Super Robot Wars OG Divine Wars como Kenzou Kobayashi.

2007
- Bakugan Battle Brawlers como Nobilion.
- GeGeGe no Kitarō como Daruma.
- Zero no Tsukaima: Futatsuki no Kishi como Lishman.

2008
- Bus Gamer como Yanagida.
- Ga-rei Zero como Naraku Isayama.
- Golgo 13 como Richard.
- Strike Witches como el Capitán Sugita.

2009
- Cross Game como Yokomichi Ōkubo (17 episodios).
- Fresh Pretty Cure como Genkichi Momozono.
- Natsu no arashi como el Narrador.
- Umineko no Naku Koro ni como Kinzo Ushiromiya.

2010
- Kuragehime como Keiichirō Koibuchi.
- Super Robot Wars Original Generation: The Inspector como Kenzou Kobayashi.

2011
- The Idolmaster como Shindō.
- Toriko como Kosairo.

2012
- Oda Nobuna no Yabō como Saitō Dōsan.
- One Piece como Baron Tamago.

2013
- Doki Doki! PreCure como Ichirō Yotsuba.

2015
- Binan Kōkō Chikyū Bōei-bu Love! como Wombat y El Profesor Tawarayama.

2016
- Fune wo Amu como Tomosuke Matsumoto.

2017
- Shūmatsu Nani Shitemasu ka? Isogashii Desu ka? Sukutte Moratte Ii Desu ka? como Swon Kandel.[3]
- Yoru wa Mijikashi Arukeyo Otome como Ri Haku.

2019
- Dr. Stone como Kaseki.

2020
- Jujutsu Kaisen como Yoshinobu Gakuganji.

2022
- Shinobi no Ittoki como Jūzen Jiraibо.

2023
- MASHLE como Wahlberg Baigan.
- Eiyū-Ō, Bu o Kiwameru Tame Tensei-Su: Soshikite, no Minarai Kishi como Viejo Rey Inglis.

2024
- Fairy Tail 100 Years Quest como Elefseria.

### OVAs
1987
- Urotsukidōji: la leyenda del señor del mal como el Narrador.

1990
- Patlabor: P Series como Sonsaku Hakodate.

1992
- Legend of the Galactic Heroes como Aubley Cochrane.

1993
- Black Jack como Saburo Taneda y Taneda Saburozaemon.
- JoJo's Bizarre Adventure como J. Geil.

1998
- Change! Shin Getter Robo: Sekai no Hi como el Profesor Saotome.
- Golgo 13: Queen Bee como el General Gómez.

2008
- Lupin III: Verde vs. Rojo como Beniya.

### ONA
2008
- Xam'd: Lost Memories como Zeygend.

2022
- JoJo's Bizarre Adventure: Stone Ocean como Kenzou.

### Películas
1981
- Mobile Suit Gundam como Rose.

1984
- Nausicaä del Valle del Viento como el Gobernante de Pejite.

1986
- Urusei Yatsura: Lum the Forever como el padre de Shuutarō Mendō.

1996
- City Hunter: El servicio secreto como González.

1997
- Evangelion: Death and Rebirth como Keel Lorentz.
- The End of Evangelion como Keel Lorentz.

2006
- Origen: espíritus del pasado como Nabe.

2007
- Evangelion: 1.0 You Are (Not) Alone como Keel Lorentz.

2009
- Evangelion: 2.0 You Can (Not) Advance como Keel Lorentz.
- Kōkyō Shihen Eureka Seven: Pocket ga Niji de Ippai como Braya Mattingly.

2012
- Evangelion: 3.0 You Can (Not) Redo como Keel Lorentz.

2017
- Uchū Senkan Yamato 2202: Ai no Senshi-tachi como Hikozaemon Tokugawa.

2020
- Burn the Witch como Wolfgang Slashhaut.

### Videojuegos
- Ace Combat 3: Electrosphere como Gilbert Park
- BioShock como Sander Cohen
- Call of Duty: Modern Warfare 3 como Maxim "Volk" Khristenko
- Castlevania: Lords of Shadow como Zobek y Death
- Galaxy Angel II Zettai Ryōiki no Tobira como Verel
- God of War: Chains of Olympus como Charon
- Heart Of Darkness como Master of Darkness
- Jak and Daxter: The Precursor Legacy como el Sabio Rojo
- Lost Odyssey como Roxian
- Mega Man X4 como Sigma
- Mega Man X6 como Sigma
- Mega Man X7 como Sigma y Snipe Anteator
- Mega Man X8 como Vile y Sigma
- Mega Man Maverick Hunter X como Sigma
- Metal Gear Rising: Revengeance como Herr Doktor/Wilhelm Voigt
- Metal Gear Solid: Peace Walker como Hot Coldman
- Ni no Kuni como Oak
- Skies of Arcadia como Drachma
- SkyGunner como Ventre
- Sonic Lost World como el Maestro Zik
- Suikoden V como Marscal Godwin
- Tales of Xillia (1 y 2) como Rowen J. Ilbert
- Valkyrie Profile como Gandar/Ganossa, el padre de Jake Linas y el marido de Lorenta
- Xenogears como Rico Banderas

### CD dramas
- Yami no Matsuei como Konoe

### Doblaje japonés
- The Princess Diaries como Joe
- Barbie en el cascanueces como el Mayor Mint
- Batman: la serie animada como Hugo Strange
- Cars y Cars 2 como Sarge
- D'Artacán y los tres mosqueperros como el Cardenal Richelieu
- Dune como Piter De Vries
- El rey y yo (1999) como Kralahome
- G.I. Joe: A Real American Hero como Gung-Ho
- G.I. Joe: La Película como Gung-Ho
- Home on the Range como Jeb, el chivo
- Knight Rider como KARR
- Las Tortugas Ninja (2003) como Zanramon
- Las Tortugas Ninja II como Tatsu
- Looney Tunes: Back in Action como Taz
- Lost como John Locke
- Pequeños guerreros como Arquero y Link Static
- Pucca como Tobe (1.ª voz/Temporada 1)
- Ratatouille como Django
- Red Dragon como Hannibal Lecter
- Selena como Abraham Quintanilla
- Space Jam como Taz
- Spider-Man and His Amazing Friends como Red Skull, Kingpin y Ben Parker
- Star Trek: La nueva generación como Jean-Luc Picard
- Star Wars: Episodio I - La amenaza fantasma como Watto
- Star Wars: Episodio II - El ataque de los clones como Watto
- Tazmania como Taz
- The Chronicles of Narnia: The Lion, the Witch and the Wardrobe como el Sr. Beaver
- The Looney Tunes Show como Taz